# Karatu
Karatu è una circoscrizione mista (mixed ward) della Tanzania situata nel distretto di Karatu, regione di Arusha. Conta una popolazione di 26 617 abitanti (censimento 2012).